# Кар'єр Яншань
32°04′07″ пн. ш. 119°00′03″ сх. д. / 32.06851° пн. ш. 119.00074° сх. д.
Кар'єр Яншань (кит. 阳山碑材; піньїнь: Yángshān bēi cái; букв. «Матеріал стели Яншань») — стародавній кам'яний кар'єр поблизу Нанкіна, Китай. Використовуваний протягом багатьох століть як джерело каменю для будівель і пам'ятників Нанкіна, він зберігається як історичне місце. Кар'єр відомий гігантською недобудованою стелою, яку залишили там під час правління імператора Чжу Ді на початку 15 століття. За розмахом і амбіціями проєкт стели порівнюють з іншими проєктами громадських робіт епохи Чжу Ді, які включали запуск флоту зі скарбами для морських експедицій Чжен Хе та будівництво Забороненого міста в Пекіні.